# Дардан
Дарда́н (др.-греч. Δάρδανος) — в древнегреческой мифологии сын Зевса и плеяды Электры, брат Иасиона, родоначальник племени дарданов.
Родился на Самотраки.  По аркадской версии, он переселился из Аркадии в Самофракию, затем в Троаду. Либо родился в пещере у города Самос в Элиде. По Вергилию, родился в Италии, отплыл из Корита (Корнта) в Тиррении на Самофракию. (В третьей песне "Энеиды" Аполлон дает беженцам-троянцам предсказание, что их новый дом будет на родине их предков, подразумевая Италию как родину Дардана, о котором троянцы не сразу и вспоминают в своих поисках).
Во время потопа переправился из Самофракии, либо плыл на надутом бурдюке. Опечаленный смертью брата, покинул Самофракию и переправился на другой материк на плоту. Радушно принятый царем Тевкром, женился на его дочери Батии.
Дети Ил и Эрихтоний (упомянуты уже у Гесиода). По версии, от Батии дети Эрихтоний и Закинф. По аркадской версии, его жена Хриса, дети Идей и Деймант. Отец Закинфа, из Псофиды в Аркадии, отождествляется с сыном Зевса.
Основал город Дардан, а после смерти Тевкра назвал страну Дарданией.  Установил мистерии Матери богов. По Арктину, Палладиум — дар Афины Дардану и его жене. Либо он получил Палладий от матери.